# RealD 3D
RealD 3D là công nghệ chiếu hình nổi được sáng tạo và bày bán bởi RealD. Đây hiện đang là công nghệ được sử dụng phổ biến nhất để chiếu các phim 3D tại các rạp chiếu. Tính đến tháng 6 năm 2015, RealD 3D đã được lắp đặt trong hơn 26.500 phòng chiếu thuộc gần 1.200 rạp chiếu phim tại 72 quốc gia trên toàn thế giới.

## Công nghệ

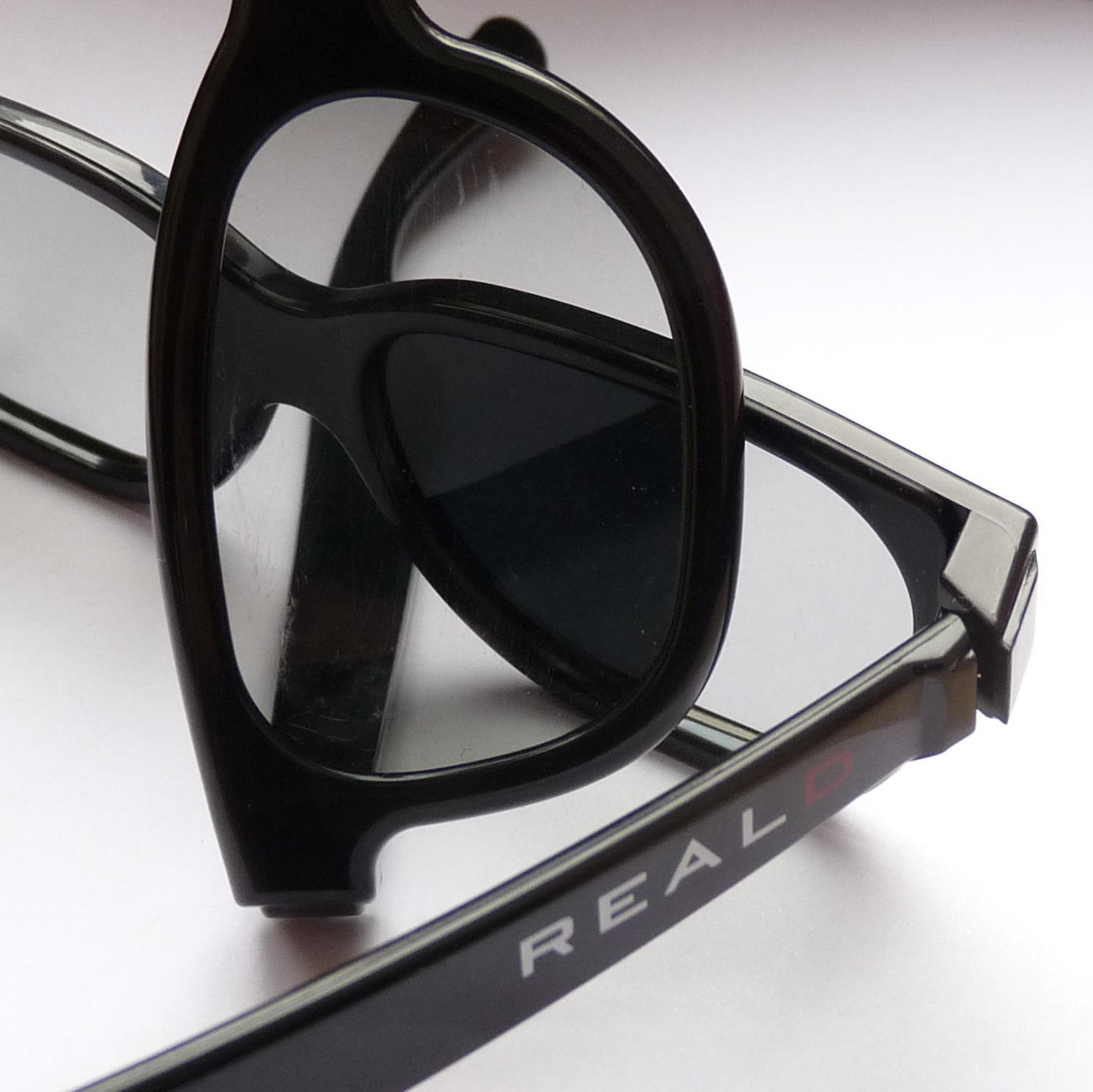
Hai cặp kính RealD cho thấy hiệu ứng phân cực

Công nghệ chiếu phim RealD 3D là một hệ thống 3D phân cực sử dụng ánh sáng phân cực tròn để tạo ra hình ảnh chiếu nổi. Lợi ích của phân cực tròn so với phân cực tuyến tính là người xem có thể nghiêng đầu và nhìn màn hình chiếu một cách tự nhiên mà hình ảnh không bị chồng đôi hay tối đi. Tuy nhiên, cùng với các hệ thống khác, việc nghiêng đầu quá nhiều có thể khiến cho thị sai bị sai lệch và cản trở não bộ khỏi việc hợp nhất các hình ảnh nổi.
Máy chiếu kỹ thuật số với bậc điện ảnh kỹ thuật số và độ phân giải hình ảnh cao sẽ luân phiên chiếu các khung hình mắt phải và khung hình mắt trái, chuyển tiếp tổng cộng 144 lần mỗi giây. Máy chiếu có thể là thiết bị sử dụng công nghệ DLP của Texas Instruments hoặc LCOS (công nghệ tinh thể lỏng trên nền silicon) của Sony. Một thiết bị điều chế kéo-đẩy tinh thể lỏng điện quang có tên là ZScreen được đặt trước ống kính chiếu để phân cực lần lượt từng khung hình một. Nó sẽ phân cực tròn các khung hình theo chiều kim đồng hồ đối với mắt phải và ngược chiều kim đồng hồ đối với mắt trái. Kính phân cực tròn cho khán giả đeo sẽ có hai mắt kính phân cực đối nghịch nhau để đảm bảo mỗi mắt sẽ chỉ xem được một khung hình xác định. Trong phòng chiếu RealD, mỗi khung hình được chiếu tổng cộng ba lần để tránh cho hình chiếu bị lập lòe. Nguồn video thường được sản xuất với 24 khung hình mỗi giây cho mỗi mắt (tức là 48 khung/giây). Một màn chiếu bóng được sử dụng để lưu giữ ánh sáng phân cực do phản chiếu và giảm thiểu tổn hao phản xạ, chống lại các tổn hao ánh sáng quan trọng do sự hấp thụ của kính lọc phân cực. Kết quả là hình ảnh 3D trông như đang chìm nổi trước và sau màn chiếu.

## Cường độ, mối nguy hại và vấn đề sức khỏe khi xem phim

### Cường độ
Các hệ thống 3D cho phim điện ảnh sử dụng ánh sáng phân cực sẽ gây tổn hao lớn (khoảng 75%) đối với độ sáng màn hình do sự hấp thụ của kính lọc. Dù nhiều màn chiếu bạc sử dụng trong các rạp RealD có độ sáng cao hơn là màn trắng 2D tiêu chuẩn, kính lọc phân cực ZScreen ở trước máy chiếu vẫn sẽ chặn lại một nửa lượng ánh sáng được chiếu ra, và nửa lượng sáng còn lại phản chiếu trên màn chiếu bạc lại bị lọc đi bởi kính phân cực. Hậu quả là chỉ ít hơn 25% ánh sáng chiếu ra mới tới được mắt của người xem. Ngược lại, với công nghệ 2D tiêu chuẩn, nguyên nhân duy nhất dẫn tới việc tổn hao ánh sáng là sự hấp thụ của màn trắng. RealD ước tính người xem sẽ xem được 35% ánh sáng khi xem RealD 3D, so sánh với hình ảnh 2D tương đồng chiếu trên màn trắng tiêu chuẩn. Kết quả là người xem sẽ phải đeo một cặp mắt kính hơi tối màu để có thể bù lại ba lần lượng sáng đã mất.

### Nguy hại
Kính 3D không được sử dụng giống kính râm cho dù cũng có màu tối do ảnh hưởng của bức xạ ánh sáng (như UV và IR) lên hai loại kính sẽ khác nhau. Điều này có thể có nghĩa rằng kính 3D không thể ngăn chặn được các tia này. Hậu quả là kính 3D có thể khiến cho võng mạc mắt dễ tiếp cận với những thành phần ánh sáng có hại hơn. Các sản phẩm kính 3D đều có ghi chú nhắc nhở ở ngoài bao bì rằng chúng không thể được sử dụng như kính râm.

### Vấn đề sức khỏe
Nhiều người xem phim 3D bị đau đầu và buồn nôn trong và sau khi xem phim. Những triệu chứng này có thể xảy ra do người xem nghiêng đầu quá nhiều, khiến cho não bộ gặp khó khăn trong việc hợp nhất hai hình ảnh (do thị sai giữa mắt người và máy quay không trùng khớp). Triệu chứng xảy ra cũng có thể do sự chuyển tiếp nhanh giữa các cảnh quay có độ sâu khác nhau.